# Gruau Microbus
De Gruau Microbus of Bluebus 6m is een low floor-midi-stadsbus.
De bus is leverbaar met drie verschillende aandrijvingen:
- Diesel/thermisch
- Elektrisch
- Hybride

## Geschiedenis
Vanaf 2004 tot 2008 werd de bus geproduceerd door Groupe Gruau. Vanaf 2008 tot 2013 werd de bus geproduceerd door een samenwerking van Gruau en Bolloré. Vanaf 2013 wordt de bus geproduceerd door Blue Solutions, een volledige dochteronderneming van Bolloré. Het ontwerp van de bus bestaat al sinds 2002, toen nog onder de naam Bus de futur. Vanaf 2004 tot 2008 werd de bus geproduceerd met een normale verbrandingsmotor. In 2005 werd er al getest met een elektrisch aangedreven bus. In de tweede helft van werd de eerste elektrisch aangedreven bus getoond, waarbij de eerste bus in 2011 in dienst kwam, toen onder de naam Bluebus. In 2012 nam Bolloré de volledige productie over en plaatste deze in 2013 onder een nieuwe dochteronderneming Blue Solutions. In 2021 werd de bus opnieuw ontworpen in een stijl vergelijkbaar met de Bluebus 12 m. In 2024 is een samenwerking aangegaan met Indcar voor de productie van de Bluebus 6 m, onder de naam e-B6 voor de Spaanse en Italiaanse markt.

## Technische specificaties

### Gruau Microbus
|                | Diesel   | Elektrisch |
| -------------- | -------- | ---------- |
| Lengte         | 5 440 mm | 5 452 mm   |
| Breedte        | 2 080 mm | 2 080 mm   |
| Hoogte         | 2 950 mm | 2 950 mm   |
| Wielbasis      | 3 600 mm | 3 600 mm   |
| Vooroverbouw   | 850 mm   | 866 mm     |
| Achteroverbouw | 990 mm   | 986 mm     |

### Bluebus 6 m Facelift
| Lengte         | 5 940 mm  |
| Breedte        | 2 655 mm= |
| Hoogte         | 2 923 mm  |
| Wielbasis      | 3 900 mm  |
| Vooroverbouw   | 1 237 mm  |
| Achteroverbouw | 803 mm    |

## Inzet
De bus wordt vooral ingezet op stadslijnen in verschillende Franse steden. Daarnaast zijn er ook enkele exemplaren geëxporteerd naar onder andere Luxemburg en Nederland
| Bedrijf                                        | Aantal    | Serie          | Inzet                | Opmerking                                                          |
| Frankrijk                                      | Frankrijk | Frankrijk      | Frankrijk            | Frankrijk                                                          |
| ---------------------------------------------- | --------- | -------------- | -------------------- | ------------------------------------------------------------------ |
| Alezan Bus                                     | 3         | 78-80          | Lijn N1 in Tarbes    |                                                                    |
| Baia                                           | 7         | 9410-9416      | Regio Arcachon       |                                                                    |
| Chronoplus                                     | 6         | 110-115        | Bayonne              |                                                                    |
| Chronoplus                                     | 5         | 10-14          | Bayonne              | Elektrische bussen                                                 |
| CTPM                                           | 3         | 129-131        | Perpignan            |                                                                    |
| Fil Blue                                       | 4         | 201-204        | Indre-et-Loire       | Elektrische bussen                                                 |
| Idelis                                         | 10        | 32-37 61-64    | Pau                  | 32-37 zijn buiten dienst                                           |
| Keolis Bordeaux                                | 4         | 2881-2884      | Bordeaux             |                                                                    |
| Keolis Bordeaux                                | 3         | 1355-1357      | Bordeaux             | Elektrische bussen                                                 |
| Keolis Dijon (Divia)                           | 7         | 4301-4307      | Dijon                |                                                                    |
| Lignes d'Azur                                  | 2         | 525-526        | Côte d'Azur          |                                                                    |
| RATP                                           | 48        | 719-766        | Parijs               |                                                                    |
| RATP                                           | 10        | 71, 767-775    | Parijs               | Elektrische bussen (onder de naam Bluebus) Een bus is een demobus. |
| ST2N                                           | 1         | 01             | Nice                 |                                                                    |
| T2C                                            | >1        | 352, ??        | Clermont-Ferrand     |                                                                    |
| Transdev agglomération de Bayonne (Chronoplus) | 11        | 10-14, 110-115 | Pyrénées-Atlantiques |                                                                    |
| Twisto (Keolis)                                | 3         | 66-68          | Caen                 | Bluebus                                                            |
| Italië                                         |           |                |                      |                                                                    |
| GTT Turin                                      | 22        | 60E - 81E      | Turijn               | Indcar e-B6                                                        |
| Luxemburg                                      |           |                |                      |                                                                    |
| Sales-Lentz                                    | 2         | SL3365-SL3366  | Luxemburg            | Elektrische versie                                                 |
| Nederland                                      |           |                |                      |                                                                    |
| Gemeente Groningen                             | 1         | 11517          | Binnenstad Groningen |                                                                    |

## Afbeeldingen

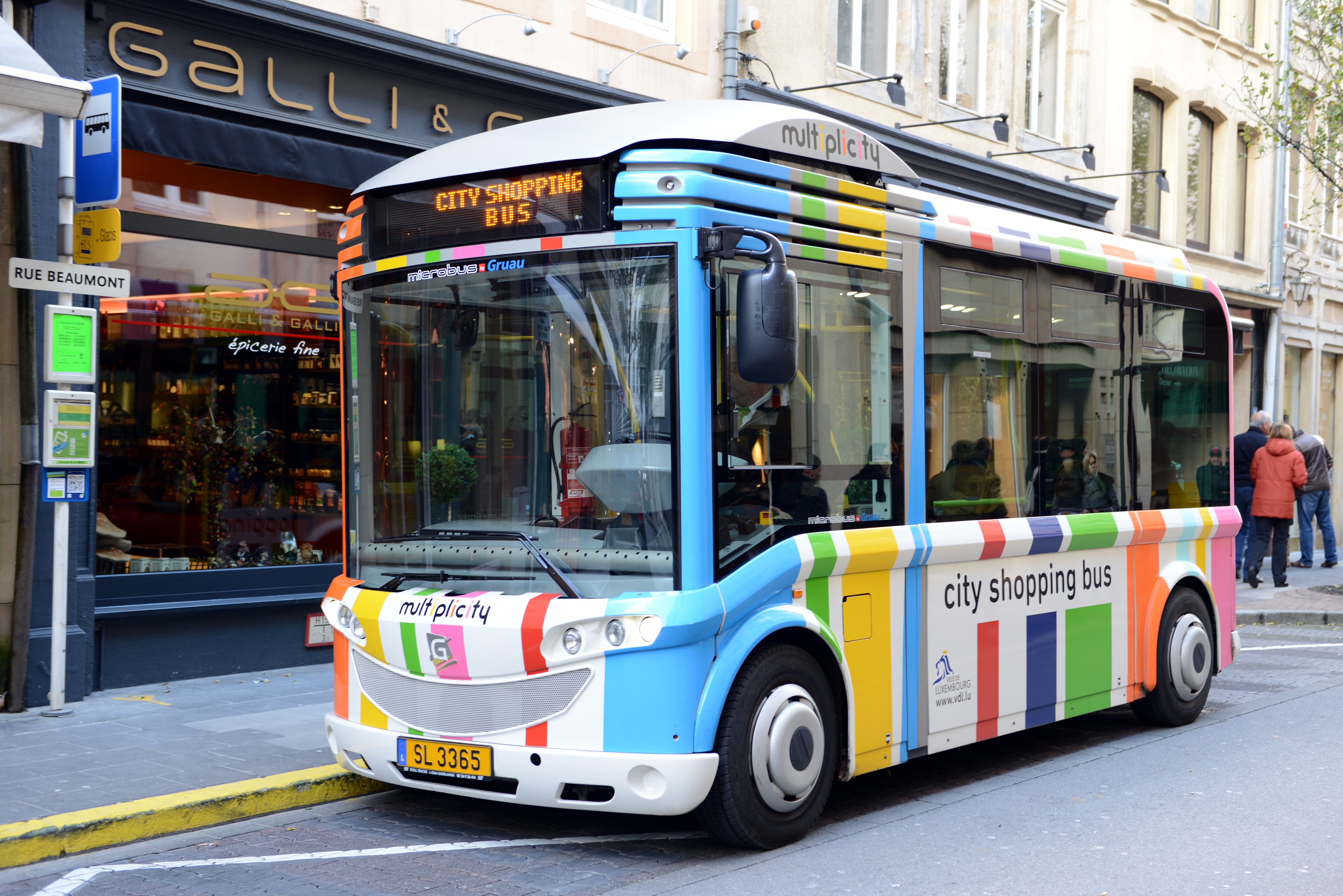
Microbus van Sales-Lentz
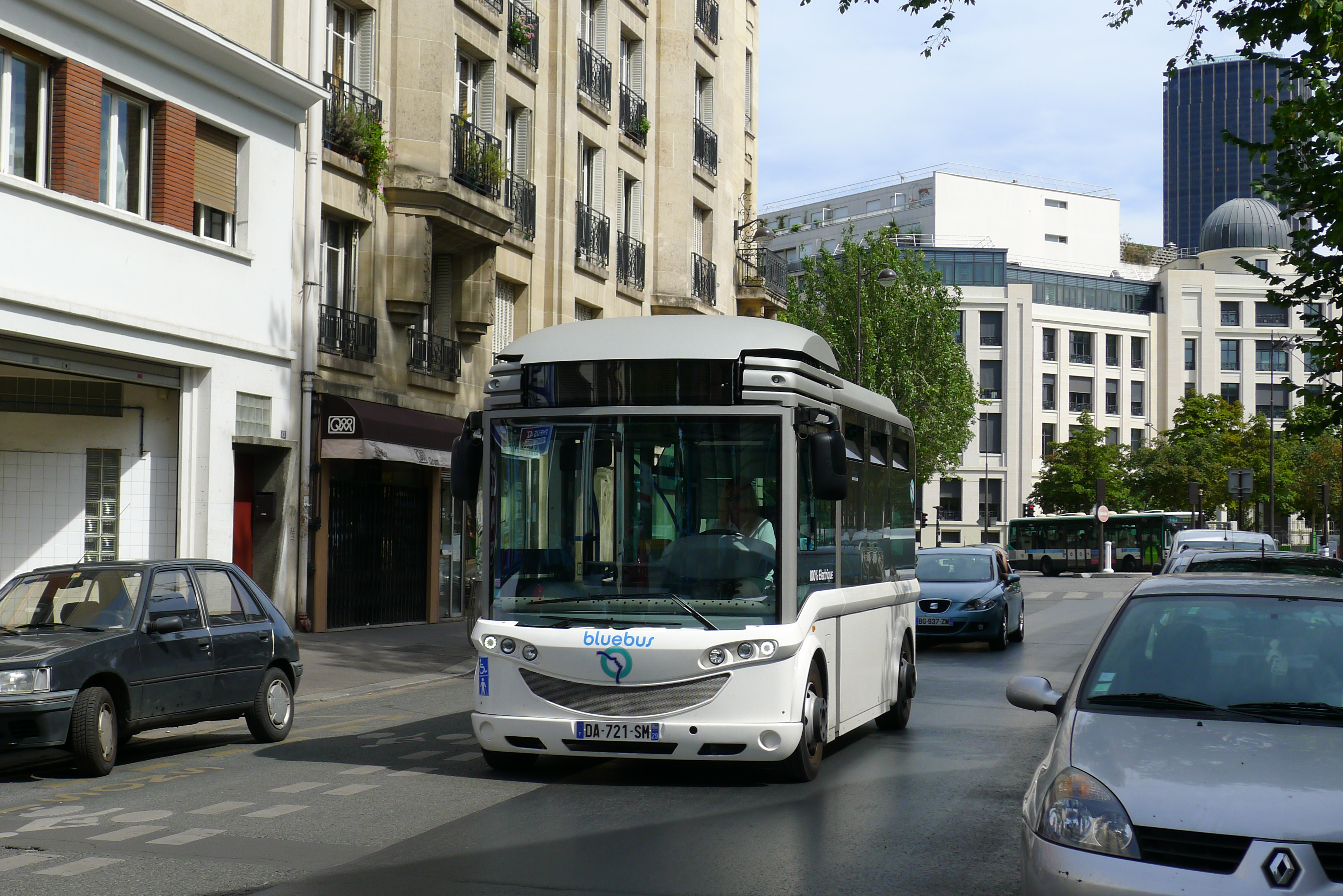
Gruau Microbus Bluebus van RATP
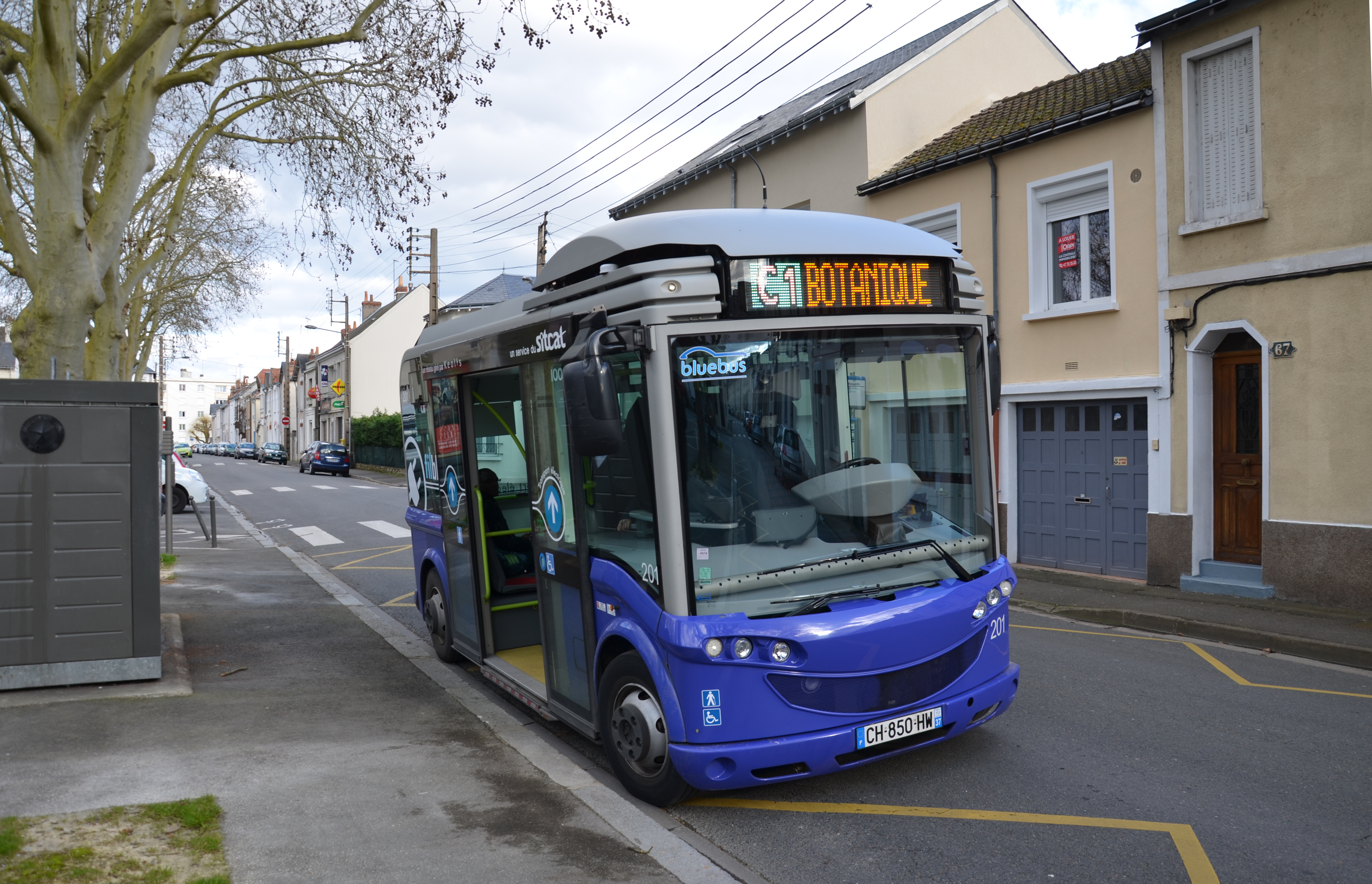
Elektrische versie